# Segunda Categoría de Ecuador 2021
La Segunda Categoría 2021, llamado oficialmente «Ascenso Nacional 2021», fue la edición N.° 48 de la Segunda Categoría del fútbol ecuatoriano, este torneo fue el tercer escalafón en la pirámide del fútbol ecuatoriano en la temporada 2021 por detrás de la Serie A y Serie B, las fases finales comenzaron a disputarse el 28 de agosto y finalizó el 6 de noviembre. El campeón del torneo fue Libertad Fútbol Club de Loja, que se coronó campeón por primera vez en la categoría tras ganar en los tiros desde el punto penal por 6-5 a Imbabura Sporting Club, en los 90 minutos el marcador fue de 0 a 0. Ambos equipos ascendieron a la Serie B 2022.
El torneo comprendió de cuatro etapas: el primer semestre del año se jugaron los campeonatos provinciales, y en el segundo semestre las fases: nacional y final.

## Sistema de campeonato
El formato para el torneo de Segunda Categoría 2021 fue ratificado por parte del Comité Ejecutivo de la FEF, ahí las diferentes asociaciones aprobaron el sistema de campeonato, el formato fue cambiado en la temporada 2020, se eliminó las fases de zonales, cuadrangulares semifinales y final y se lo reemplazó con play-offs ida y vuelta, para esta edición se aprobó un incremento en el número de participantes desde la fase nacional, de 32 equipos la edición anterior se aumentó a 64 clubes que compitieron desde treintaidosavos de final hasta la final, es decir la asignación de cupos a cada asociación dependió del número total de equipos participantes. El sorteo de los cruces de la fase nacional se realizó el 28 de julio de 2021.
Fase provincial (primera etapa)
- La primera fase estuvo conformada por 22 asociaciones provinciales de fútbol del Ecuador, cada asociación tuvo su propio formato de clasificación.
- Para esta edición por cuarto año consecutivo, la asociación de Napo estuvo suspendida por no tener el número mínimo de clubes requerido para estar activa en la FEF.
- Las asociaciones de 15 a 11 clubes participantes clasificaron cuatro equipos a la fase nacional.
- Las asociaciones de 9 a 5 clubes participantes clasificaron tres equipos a la fase nacional.
- Las asociaciones de 4 clubes participantes clasificaron dos equipos a la fase nacional.
- Las asociaciones de 3 clubes participantes clasificaron un equipo a la fase nacional.

Fase nacional
| N.° | Asociación       | Clubes | Cupos |
| --- | ---------------- | ------ | ----- |
| 1   | Guayas           | 15     | 4     |
| 2   | Los Ríos         | 13     | 4     |
| 3   | Pichincha        | 12     | 4     |
| 4   | Azuay            | 11     | 4     |
| 5   | Santa Elena      | 11     | 4     |
| 6   | Cotopaxi         | 9      | 3     |
| 7   | Chimborazo       | 8      | 3     |
| 8   | Manabí           | 8      | 3     |
| 9   | Santo Domingo    | 8      | 3     |
| 10  | Bolívar          | 7      | 3     |
| 11  | Esmeraldas       | 7      | 3     |
| 12  | Imbabura         | 7      | 3     |
| 13  | Cañar            | 6      | 3     |
| 14  | Loja             | 6      | 3     |
| 15  | El Oro           | 5      | 3     |
| 16  | Tungurahua       | 5      | 3     |
| 17  | Carchi           | 4      | 2     |
| 18  | Orellana         | 4      | 2     |
| 19  | Pastaza          | 4      | 2     |
| 20  | Sucumbíos        | 4      | 2     |
| 21  | Zamora Chinchipe | 4      | 2     |
| 22  | Morona Santiago  | 3      | 1     |
| 23  | Galápagos        | 0      | 0     |
| 24  | Napo             | 0      | 0     |

- Segunda etapa
  - Un total de 64 clubes jugaron esta etapa.
  - Se dividió en 32 llaves de play-offs ida y vuelta por sorteo.
  - No se podían emparejar equipos de una misma provincia.
  - Clasificaron los 32 ganadores a la tercera etapa.
- Tercera etapa
  - Un total de 32 clubes jugaron esta etapa.
  - Se dividió en 16 llaves de play-offs ida y vuelta por sorteo.
  - Clasificaron los 16 ganadores a la cuarta etapa.
- Cuarta etapa
  - Un total de 16 clubes jugaron esta etapa.
  - Se dividió en 8 llaves de play-offs ida y vuelta por sorteo.
  - Clasificaron los 8 ganadores a la quinta etapa.
- Quinta etapa
  - Un total de 8 clubes jugaron esta etapa.
  - Se dividió en 4 llaves de play-offs ida y vuelta por sorteo.
  - Clasificaron los 4 ganadores a la sexta etapa.

Fase final (sexta etapa)
- Un total de 4 clubes jugaron esta etapa.
- Se dividió en 2 llaves de play-offs ida y vuelta por sorteo.
- Clasificaron los 2 ganadores a la final única del torneo.
- Los equipos finalistas lograron el ascenso a la Serie B 2022.

## Equipos clasificados
| Asociación                             | Equipo | Vía de clasificación |
| -------------------------------------- | --- | --- |
| Azuay 4 cupos                          | Club Deportivo Estudiantes Cuenca Fútbol Club Aviced Fútbol Club Club Deportivo Gloria                                      | Campeón de la Segunda Categoría de Azuay 2021 Subcampeón de la Segunda Categoría de Azuay 2021 3.° puesto de la Segunda Categoría de Azuay 2021 4.° puesto de la Segunda Categoría de Azuay 2021                           |
| Bolívar 3 cupos                        | Club Social, Cultural y Deportivo Unibolívar Mineros Sporting Club Club Deportivo San Luis                                  | Campeón de la Segunda Categoría de Bolívar 2021 Subcampeón de la Segunda Categoría de Bolívar 2021 3.° puesto de la Segunda Categoría de Bolívar 2021                                                                      |
| Cañar 3 cupos                          | Club Independiente Azogues Triunfo City Fútbol Club Club Deportivo Canteros Aliados                                         | Campeón de la Segunda Categoría de Cañar 2021 Subcampeón de la Segunda Categoría de Cañar 2021 3.° puesto de la Segunda Categoría de Cañar 2021                                                                            |
| Carchi 2 cupos                         | Club Deportivo Dunamis 04 Montúfar Fútbol Club                                                                              | Campeón de la Segunda Categoría de Carchi 2021 Subcampeón de la Segunda Categoría de Carchi 2021 |
| Chimborazo 3 cupos                     | Club Deportivo Peñarol Club Deportivo Guano Club Social y Deportivo Alianza                                                 | Campeón de la Segunda Categoría de Chimborazo 2021 Subcampeón de la Segunda Categoría de Chimborazo 2021 3.° puesto de la Segunda Categoría de Chimborazo 2021                                                             |
| Cotopaxi 3 cupos                       | Club Deportivo La Unión Club Atlético Saquisilí Club Universidad Técnica de Cotopaxi                                        | Campeón de la Segunda Categoría de Cotopaxi 2021 Subcampeón de la Segunda Categoría de Cotopaxi 2021 3.° puesto de la Segunda Categoría de Cotopaxi 2021                                                                   |
| El Oro 3 cupos                         | Bonita Banana Sporting Club Golden Boys Fútbol Club Club Social Deportivo Bolívar                                           | Campeón de la Segunda Categoría de El Oro 2021 Subcampeón de la Segunda Categoría de El Oro 2021 3.° puesto de la Segunda Categoría de El Oro 2021                                                                         |
| Esmeraldas 3 cupos                     | Club Social y Deportivo Vargas Torres Atacames Sporting Club Emanuel Sporting Club                                          | Campeón de la Segunda Categoría de Esmeraldas 2021 Subcampeón de la Segunda Categoría de Esmeraldas 2021 3.° puesto de la Segunda Categoría de Esmeraldas 2021                                                             |
| Guayas 4 cupos                         | Club Atlético Samborondón Toreros Fútbol Club Club Deportivo Filanbanco Club Sport Estudiantes del Guayas                   | Campeón de la Segunda Categoría de Guayas 2021 Subcampeón de la Segunda Categoría de Guayas 2021 3.° puesto de la Segunda Categoría de Guayas 2021 4.° puesto de la Segunda Categoría de Guayas 2021                       |
| Imbabura 3 cupos                       | Club Deportivo Leones del Norte Santa Fe Sporting Club Imbabura Sporting Club                                               | Campeón de la Segunda Categoría de Imbabura 2021 Subcampeón de la Segunda Categoría de Imbabura 2021 3.° puesto de la Segunda Categoría de Imbabura 2021                                                                   |
| Loja 3 cupos                           | Libertad Fútbol Club Club Deportivo Loja Federal Club Deportivo Sport Villarreal                                            | Campeón de la Segunda Categoría de Loja 2021 Subcampeón de la Segunda Categoría de Loja 2021 3.° puesto de la Segunda Categoría de Loja 2021                                                                               |
| Los Ríos 4 cupos                       | Fútbol Club Insutec Club Social, Cultural y Deportivo San Camilo Club Deportivo y Social Santa Rita Club Deportivo Quevedo  | Campeón de la Segunda Categoría de Los Ríos 2021 Subcampeón de la Segunda Categoría de Los Ríos 2021 3.° puesto de la Segunda Categoría de Los Ríos 2021 4.° puesto de la Segunda Categoría de Los Ríos 2021               |
| Manabí 3 cupos                         | Portoviejo Fútbol Club Fijalán Fútbol Club Club Social y Deportivo Colón                                                    | Campeón de la Segunda Categoría de Manabí 2021 Subcampeón de la Segunda Categoría de Manabí 2021 3.° puesto de la Segunda Categoría de Manabí 2021                                                                         |
| Morona Santiago 1 cupo                 | Fútbol Club Yukias | Campeón de la Segunda Categoría de Morona Santiago 2021 |
| Orellana 2 cupos                       | Anaconda Fútbol Club Orellanense Fútbol Club                                                                                | Campeón de la Segunda Categoría de Orellana 2021 Subcampeón de la Segunda Categoría de Orellana 2021 |
| Pastaza 2 cupos                        | Pastaza Sporting Club Danubio Sporting Club                                                                                 | Campeón de la Segunda Categoría de Pastaza 2021 Subcampeón de la Segunda Categoría de Pastaza 2021 |
| Pichincha 4 cupos                      | Club Deportivo Mayor Pedro Traversari Club Deportivo Espoli Club Deportivo Juventud Club Deportivo General Miguel Iturralde | Campeón de la Segunda Categoría de Pichincha 2021 Subcampeón de la Segunda Categoría de Pichincha 2021 3.° puesto de la Segunda Categoría de Pichincha 2021 4.° puesto de la Segunda Categoría de Pichincha 2021           |
| Santa Elena 4 cupos                    | Club Deportivo Santa Elena Lobos Máster Fútbol Club Huancavilca Sporting Club Club Carlos Borbor Reyes                      | Campeón de la Segunda Categoría de Santa Elena 2021 Subcampeón de la Segunda Categoría de Santa Elena 2021 3.° puesto de la Segunda Categoría de Santa Elena 2021 4.° puesto de la Segunda Categoría de Santa Elena 2021   |
| Santo Domingo de los Tsáchilas 3 cupos | Club Deportivo Santo Domingo Club Sport 3 de Julio Club Cultural y Deportivo Águilas                                        | Campeón de la Segunda Categoría de Santo Domingo de los Tsáchilas 2021 Subcampeón de la Segunda Categoría de Santo Domingo de los Tsáchilas 2021 3.° puesto de la Segunda Categoría de Santo Domingo de los Tsáchilas 2021 |
| Sucumbíos 2 cupos                      | Club Deportivo Unión Manabita Club Deportivo Caribe Junior                                                                  | Campeón de la Segunda Categoría de Sucumbíos 2021 Subcampeón de la Segunda Categoría de Sucumbíos 2021 |
| Tungurahua 3 cupos                     | Club Deportivo Universitario Pelileo Sporting Club Club Deportivo Santiago de Píllaro                                       | Campeón de la Segunda Categoría de Tungurahua 2021 Subcampeón de la Segunda Categoría de Tungurahua 2021 3.° puesto de la Segunda Categoría de Tungurahua 2021                                                             |
| Zamora Chinchipe 2 cupos               | Club Deportivo Primero de Mayo Club Deportivo Ciudad de Zamora                                                              | Campeón de la Segunda Categoría de Zamora Chinchipe 2021 Subcampeón de la Segunda Categoría de Zamora Chinchipe 2021 |

## Fase nacional

### Primera ronda
Esta fase la disputaron los 64 equipos clasificados de los torneos provinciales. Se enfrentaron entre el 28 de agosto y 5 de septiembre de 2021, los emparejamientos se configuraron por sorteo el 28 de julio de 2021, clasificaron 32 equipos a los diesiseisavos de final.
| Fechas                         | Local en la ida        | Global         | Local en la vuelta      | Ida   | Vuelta | Llave |
| ------------------------------ | ---------------------- | -------------- | ----------------------- | ----- | ------ | ----- |
| 28 de agosto y 4 de septiembre | Montúfar               | 3 - 5          | Portoviejo              | 2 - 2 | 1 - 3  | P1    |
| 28 de agosto y 5 de septiembre | Unión Manabita         | 1 - 3          | Pastaza                 | 0 - 1 | 1 - 2  | P2    |
| 28 de agosto y 4 de septiembre | San Camilo             | 0 - 0 (1:3 p.) | Loja Federal            | 0 - 0 | 0 - 0  | P3    |
| 28 de agosto y 4 de septiembre | Miguel Iturralde       | 6 - 1          | Independiente Azogues   | 2 - 1 | 4 - 0  | P4    |
| 28 de agosto y 4 de septiembre | Espoli                 | 5 - 2          | Bonita Banana           | 2 - 0 | 3 - 2  | P5    |
| 28 de agosto y 4 de septiembre | Juventud               | 3 - 2          | Alianza                 | 0 - 1 | 3 - 1  | P6    |
| 28 de agosto y 4 de septiembre | Peñarol                | 3 - 3 (3:5 p.) | La Unión                | 2 - 1 | 1 - 2  | P7    |
| 28 de agosto y 4 de septiembre | (v.) Deportivo Bolívar | 4 - 4          | Deportivo Quevedo       | 1 - 1 | 3 - 3  | P8    |
| 28 de agosto y 4 de septiembre | Insutec                | 4 - 1          | Caribe Junior           | 1 - 1 | 3 - 0  | P9    |
| 28 de agosto y 4 de septiembre | Águilas                | 1 - 2          | Santa Rita              | 0 - 1 | 1 - 1  | P10   |
| 28 de agosto y 4 de septiembre | Triunfo City           | 0 - 0 (2:4 p.) | Mineros                 | 0 - 0 | 0 - 0  | P11   |
| 28 de agosto y 5 de septiembre | Dunamis                | 1 - 4          | Universitario           | 0 - 1 | 1 - 3  | P12   |
| 29 de agosto y 5 de septiembre | Ciudad de Zamora       | 0 - 1          | Libertad                | 0 - 1 | 0 - 0  | P13   |
| 28 de agosto y 4 de septiembre | Santiago de Píllaro    | 0 - 1          | Fijalán                 | 0 - 0 | 0 - 1  | P14   |
| 28 de agosto y 4 de septiembre | Carlos Borbor Reyes    | 1 - 0          | Gloria                  | 1 - 0 | 0 - 0  | P15   |
| 28 de agosto y 3 de septiembre | Unibolívar             | 2 - 1          | Estudiantes             | 0 - 0 | 2 - 1  | P16   |
| 28 de agosto y 5 de septiembre | Canteros Aliados       | 0 - 4          | Santa Fe                | 0 - 0 | 0 - 4  | P17   |
| 28 de agosto y 4 de septiembre | Emanuel                | 6 - 0          | Lobos Máster            | 3 - 0 | 3 - 0  | P18   |
| 28 de agosto y 4 de septiembre | Golden Boys            | 0 - 6          | Pelileo                 | 0 - 3 | 0 - 3  | P19   |
| 28 de agosto y 3 de septiembre | Atacames               | 4 - 2          | Aviced                  | 3 - 1 | 1 - 1  | P20   |
| 29 de agosto y 4 de septiembre | Filanbanco             | 5 - 3          | Primero de Mayo         | 2 - 1 | 3 - 2  | P21   |
| 29 de agosto y 4 de septiembre | Anaconda               | 1 - 8          | 3 de Julio              | 0 - 3 | 1 - 5  | P22   |
| 28 de agosto y 3 de septiembre | Atlético Samborondón   | 3 - 7          | Imbabura                | 2 - 2 | 1 - 5  | P23   |
| 29 de agosto y 4 de septiembre | Deportivo Guano        | 3 - 1          | Toreros                 | 2 - 1 | 1 - 0  | P24   |
| 29 de agosto y 4 de septiembre | Orellanense            | 1 - 8          | Vargas Torres           | 1 - 5 | 0 - 3  | P25   |
| 28 de agosto y 4 de septiembre | Yukias                 | 0 - 12         | Deportivo Santo Domingo | 0 - 3 | 0 - 9  | P26   |
| 29 de agosto y 4 de septiembre | Sport Villarreal       | 0 - 6          | Deportivo Colón         | 0 - 3 | 0 - 3  | P27   |
| 28 de agosto y 4 de septiembre | UTC                    | 3 - 3 (5:4 p.) | Cuenca                  | 2 - 1 | 1 - 2  | P28   |
| 28 de agosto y 4 de septiembre | Estudiantes del Guayas | 1 - 2          | Aampetra                | 1 - 1 | 0 - 1  | P29   |
| 28 de agosto y 5 de septiembre | San Luis               | 1 - 2          | Huancavilca             | 0 - 2 | 1 - 0  | P30   |
| 28 de agosto y 4 de septiembre | Atlético Saquisilí     | 2 - 3          | Deportivo Santa Elena   | 1 - 2 | 1 - 1  | P31   |
| 28 de agosto y 4 de septiembre | Danubio                | 2 - 6          | Leones del Norte        | 0 - 0 | 2 - 6  | P32   |

### Cuadro de desarrollo
El cuadro final lo disputaron los 32 equipos clasificados de la primera ronda, se emparejaron desde la ronda de dieciseisavos de final. La conformación de las llaves se realizó por parte del Departamento de Competiciones de la FEF el 28 de julio de 2021.
|  | Dieciseisavos de final                                                                                    | Dieciseisavos de final                                                                                    | Dieciseisavos de final | Dieciseisavos de final | Dieciseisavos de final |   |                    | Octavos de final                 | Octavos de final                 | Octavos de final                 | Octavos de final                 | Octavos de final                 |  |                  | Cuartos de final   | Cuartos de final   | Cuartos de final   | Cuartos de final   | Cuartos de final   |  |                  | Semifinales         | Semifinales         | Semifinales         | Semifinales         | Semifinales         |  |          | Final          | Final          | Final          |  |
|  | 10 al 19 de septiembre                                                                                    | 10 al 19 de septiembre                                                                                    | 10 al 19 de septiembre | 10 al 19 de septiembre | 10 al 19 de septiembre |   |                    | 24 de septiembre al 2 de octubre | 24 de septiembre al 2 de octubre | 24 de septiembre al 2 de octubre | 24 de septiembre al 2 de octubre | 24 de septiembre al 2 de octubre |  |                  | 9 al 16 de octubre | 9 al 16 de octubre | 9 al 16 de octubre | 9 al 16 de octubre | 9 al 16 de octubre |  |                  | 23 al 30 de octubre | 23 al 30 de octubre | 23 al 30 de octubre | 23 al 30 de octubre | 23 al 30 de octubre |  |          | 6 de noviembre | 6 de noviembre | 6 de noviembre |  |
|  | | |                        |                        |                        |   |                    |                                  |                                  |                                  |                                  |                                  |  |                  |                    |                    |                    |                    |                    |  |                  |                     |                     |                     |                     |                     |  |          |                |                |                |  |
|  | | |                        |                        |                        |   |                    |                                  |                                  |                                  |                                  |                                  |  |                  |                    |                    |                    |                    |                    |  |                  |                     |                     |                     |                     |                     |  |          |                |                |                |  |
|  | Libertad                                                                                                  | Libertad                                                                                                  | 1                      | 3                      | 4                      |   |                    |                                  |                                  |                                  |                                  |                                  |  |                  |                    |                    |                    |                    |                    |  |                  |                     |                     |                     |                     |                     |  |          |                |                |                |  |
|  | Libertad                                                                                                  | Libertad                                                                                                  | 1                      | 3                      | 4                      |   |                    |                                  |                                  |                                  |                                  |                                  |  |                  |                    |                    |                    |                    |                    |  |                  |                     |                     |                     |                     |                     |  |          |                |                |                |  |
|  | Fijalán                                                                                                   | Fijalán                                                                                                   | 0                      | 2                      | 2                      |   |                    |                                  |                                  |                                  |                                  |                                  |  |                  |                    |                    |                    |                    |                    |  |                  |                     |                     |                     |                     |                     |  |          |                |                |                |  |
|  | Fijalán                                                                                                   | Fijalán                                                                                                   | 0                      | 2                      | 2                      |   | Libertad           | Libertad                         | 2                                | 0                                | 2                                |                                  |  |                  |                    |                    |                    |                    |                    |  |                  |                     |                     |                     |                     |                     |  |          |                |                |                |  |
|  | | |                        |                        |                        |   | Libertad           | Libertad                         | 2                                | 0                                | 2                                |                                  |  |                  |                    |                    |                    |                    |                    |  |                  |                     |                     |                     |                     |                     |  |          |                |                |                |  |
|  | | | Unibolívar             | Unibolívar             | 0                      | 1 | 1                  |                                  |                                  |                                  |                                  |                                  |  |                  |                    |                    |                    |                    |                    |  |                  |                     |                     |                     |                     |                     |  |          |                |                |                |  |
|  | Unibolívar                                                                                                | Unibolívar                                                                                                | Unibolívar             | Unibolívar             | 0                      | 1 | 1                  | 2                                | 2                                | 4                                |                                  |                                  |  |                  |                    |                    |                    |                    |                    |  |                  |                     |                     |                     |                     |                     |  |          |                |                |                |  |
|  | Unibolívar                                                                                                | Unibolívar                                                                                                |                        |                        |                        |   |                    |                                  |                                  | 4                                |                                  |                                  |  |                  |                    |                    |                    |                    |                    |  |                  |                     |                     |                     |                     |                     |  |          |                |                |                |  |
|  | Carlos Borbor Reyes                                                                                       | Carlos Borbor Reyes                                                                                       | 0                      | 0                      | 0                      |   |                    |                                  |                                  |                                  |                                  |                                  |  |                  |                    |                    |                    |                    |                    |  |                  |                     |                     |                     |                     |                     |  |          |                |                |                |  |
|  | Carlos Borbor Reyes                                                                                       | Carlos Borbor Reyes                                                                                       | 0                      | 0                      | 0                      |   |                    |                                  |                                  |                                  |                                  |                                  |  | Libertad         | Libertad           | 4                  | 2                  | 6                  |                    |  |                  |                     |                     |                     |                     |                     |  |          |                |                |                |  |
|  | | |                        |                        |                        |   |                    |                                  |                                  |                                  |                                  |                                  |  | Libertad         | Libertad           | 4                  | 2                  | 6                  |                    |  |                  |                     |                     |                     |                     |                     |  |          |                |                |                |  |
|  | | | Insutec                | Insutec                | 2                      | 2 | 4                  |                                  |                                  |                                  |                                  |                                  |  |                  |                    |                    |                    |                    |                    |  |                  |                     |                     |                     |                     |                     |  |          |                |                |                |  |
|  | Universitario                                                                                             | Universitario                                                                                             | Insutec                | Insutec                | 2                      | 2 | 4                  | 0                                | 0                                | 0                                |                                  |                                  |  |                  |                    |                    |                    |                    |                    |  |                  |                     |                     |                     |                     |                     |  |          |                |                |                |  |
|  | Universitario                                                                                             | Universitario                                                                                             |                        |                        |                        |   |                    |                                  |                                  | 0                                |                                  |                                  |  |                  |                    |                    |                    |                    |                    |  |                  |                     |                     |                     |                     |                     |  |          |                |                |                |  |
|  | Mineros                                                                                                   | Mineros                                                                                                   | 1                      | 0                      | 1                      |   |                    |                                  |                                  |                                  |                                  |                                  |  |                  |                    |                    |                    |                    |                    |  |                  |                     |                     |                     |                     |                     |  |          |                |                |                |  |
|  | Mineros                                                                                                   | Mineros                                                                                                   | 1                      | 0                      | 1                      |   | Mineros            | Mineros                          | 0                                | 3                                | 3                                |                                  |  |                  |                    |                    |                    |                    |                    |  |                  |                     |                     |                     |                     |                     |  |          |                |                |                |  |
|  | | |                        |                        |                        |   | Mineros            | Mineros                          | 0                                | 3                                | 3                                |                                  |  |                  |                    |                    |                    |                    |                    |  |                  |                     |                     |                     |                     |                     |  |          |                |                |                |  |
|  | | | Insutec                | Insutec                | 1                      | 3 | 4                  |                                  |                                  |                                  |                                  |                                  |  |                  |                    |                    |                    |                    |                    |  |                  |                     |                     |                     |                     |                     |  |          |                |                |                |  |
|  | Santa Rita                                                                                                | Santa Rita                                                                                                | Insutec                | Insutec                | 1                      | 3 | 4                  | 0                                | 0                                | 0                                |                                  |                                  |  |                  |                    |                    |                    |                    |                    |  |                  |                     |                     |                     |                     |                     |  |          |                |                |                |  |
|  | Santa Rita                                                                                                | Santa Rita                                                                                                |                        |                        |                        |   |                    |                                  |                                  | 0                                |                                  |                                  |  |                  |                    |                    |                    |                    |                    |  |                  |                     |                     |                     |                     |                     |  |          |                |                |                |  |
|  | Insutec                                                                                                   | Insutec                                                                                                   | 2                      | 0                      | 2                      |   |                    |                                  |                                  |                                  |                                  |                                  |  |                  |                    |                    |                    |                    |                    |  |                  |                     |                     |                     |                     |                     |  |          |                |                |                |  |
|  | Insutec                                                                                                   | Insutec                                                                                                   | 2                      | 0                      | 2                      |   |                    |                                  |                                  |                                  |                                  |                                  |  |                  |                    |                    |                    |                    |                    |  | Libertad         | Libertad            | 0                   | 1                   | 1                   |                     |  |          |                |                |                |  |
|  | | |                        |                        |                        |   |                    |                                  |                                  |                                  |                                  |                                  |  |                  |                    |                    |                    |                    |                    |  | Libertad         | Libertad            | 0                   | 1                   | 1                   |                     |  |          |                |                |                |  |
|  | | | La Unión               | La Unión               | 0                      | 0 | 0                  |                                  |                                  |                                  |                                  |                                  |  |                  |                    |                    |                    |                    |                    |  |                  |                     |                     |                     |                     |                     |  |          |                |                |                |  |
|  | La Unión                                                                                                  | La Unión                                                                                                  | La Unión               | La Unión               | 0                      | 0 | 0                  | 2                                | 3                                | 5                                |                                  |                                  |  |                  |                    |                    |                    |                    |                    |  |                  |                     |                     |                     |                     |                     |  |          |                |                |                |  |
|  | La Unión                                                                                                  | La Unión                                                                                                  |                        |                        |                        |   |                    |                                  |                                  | 5                                |                                  |                                  |  |                  |                    |                    |                    |                    |                    |  |                  |                     |                     |                     |                     |                     |  |          |                |                |                |  |
|  | Deportivo Bolívar                                                                                         | Deportivo Bolívar                                                                                         | 0                      | 0                      | 0                      |   |                    |                                  |                                  |                                  |                                  |                                  |  |                  |                    |                    |                    |                    |                    |  |                  |                     |                     |                     |                     |                     |  |          |                |                |                |  |
|  | Deportivo Bolívar                                                                                         | Deportivo Bolívar                                                                                         | 0                      | 0                      | 0                      |   | La Unión           | La Unión                         | 0                                | 3                                | 3                                |                                  |  |                  |                    |                    |                    |                    |                    |  |                  |                     |                     |                     |                     |                     |  |          |                |                |                |  |
|  | | |                        |                        |                        |   | La Unión           | La Unión                         | 0                                | 3                                | 3                                |                                  |  |                  |                    |                    |                    |                    |                    |  |                  |                     |                     |                     |                     |                     |  |          |                |                |                |  |
|  | | | Juventud               | Juventud               | 0                      | 1 | 1                  |                                  |                                  |                                  |                                  |                                  |  |                  |                    |                    |                    |                    |                    |  |                  |                     |                     |                     |                     |                     |  |          |                |                |                |  |
|  | Espoli | Espoli | Juventud               | Juventud               | 0                      | 1 | 1                  | 1                                | 0                                | 1                                |                                  |                                  |  |                  |                    |                    |                    |                    |                    |  |                  |                     |                     |                     |                     |                     |  |          |                |                |                |  |
|  | Espoli | Espoli |                        |                        |                        |   |                    |                                  |                                  | 1                                |                                  |                                  |  |                  |                    |                    |                    |                    |                    |  |                  |                     |                     |                     |                     |                     |  |          |                |                |                |  |
|  | Juventud                                                                                                  | Juventud                                                                                                  | 1                      | 1                      | 2                      |   |                    |                                  |                                  |                                  |                                  |                                  |  |                  |                    |                    |                    |                    |                    |  |                  |                     |                     |                     |                     |                     |  |          |                |                |                |  |
|  | Juventud                                                                                                  | Juventud                                                                                                  | 1                      | 1                      | 2                      |   |                    |                                  |                                  |                                  |                                  |                                  |  | La Unión         | La Unión           | 4                  | 1                  | 5                  |                    |  |                  |                     |                     |                     |                     |                     |  |          |                |                |                |  |
|  | | |                        |                        |                        |   |                    |                                  |                                  |                                  |                                  |                                  |  | La Unión         | La Unión           | 4                  | 1                  | 5                  |                    |  |                  |                     |                     |                     |                     |                     |  |          |                |                |                |  |
|  | | | Miguel Iturralde       | Miguel Iturralde       | 0                      | 0 | 0                  |                                  |                                  |                                  |                                  |                                  |  |                  |                    |                    |                    |                    |                    |  |                  |                     |                     |                     |                     |                     |  |          |                |                |                |  |
|  | Portoviejo                                                                                                | Portoviejo                                                                                                | Miguel Iturralde       | Miguel Iturralde       | 0                      | 0 | 0                  | 0                                | 2                                | 2                                |                                  |                                  |  |                  |                    |                    |                    |                    |                    |  |                  |                     |                     |                     |                     |                     |  |          |                |                |                |  |
|  | Portoviejo                                                                                                | Portoviejo                                                                                                |                        |                        |                        |   |                    |                                  |                                  | 2                                |                                  |                                  |  |                  |                    |                    |                    |                    |                    |  |                  |                     |                     |                     |                     |                     |  |          |                |                |                |  |
|  | Pastaza                                                                                                   | Pastaza                                                                                                   | 0                      | 0                      | 0                      |   |                    |                                  |                                  |                                  |                                  |                                  |  |                  |                    |                    |                    |                    |                    |  |                  |                     |                     |                     |                     |                     |  |          |                |                |                |  |
|  | Pastaza                                                                                                   | Pastaza                                                                                                   | 0                      | 0                      | 0                      |   | Portoviejo         | Portoviejo                       | 1                                | 1                                | 2                                |                                  |  |                  |                    |                    |                    |                    |                    |  |                  |                     |                     |                     |                     |                     |  |          |                |                |                |  |
|  | | |                        |                        |                        |   | Portoviejo         | Portoviejo                       | 1                                | 1                                | 2                                |                                  |  |                  |                    |                    |                    |                    |                    |  |                  |                     |                     |                     |                     |                     |  |          |                |                |                |  |
|  | | | Miguel Iturralde       | Miguel Iturralde       | 2                      | 1 | 3                  |                                  |                                  |                                  |                                  |                                  |  |                  |                    |                    |                    |                    |                    |  |                  |                     |                     |                     |                     |                     |  |          |                |                |                |  |
|  | Loja Federal                                                                                              | Loja Federal                                                                                              | Miguel Iturralde       | Miguel Iturralde       | 2                      | 1 | 3                  | 2                                | 0                                | 2                                |                                  |                                  |  |                  |                    |                    |                    |                    |                    |  |                  |                     |                     |                     |                     |                     |  |          |                |                |                |  |
|  | Loja Federal                                                                                              | Loja Federal                                                                                              |                        |                        |                        |   |                    |                                  |                                  | 2                                |                                  |                                  |  |                  |                    |                    |                    |                    |                    |  |                  |                     |                     |                     |                     |                     |  |          |                |                |                |  |
|  | Miguel Iturralde                                                                                          | Miguel Iturralde                                                                                          | 2                      | 1                      | 3                      |   |                    |                                  |                                  |                                  |                                  |                                  |  |                  |                    |                    |                    |                    |                    |  |                  |                     |                     |                     |                     |                     |  |          |                |                |                |  |
|  | Miguel Iturralde                                                                                          | Miguel Iturralde                                                                                          | 2                      | 1                      | 3                      |   |                    |                                  |                                  |                                  |                                  |                                  |  |                  |                    |                    |                    |                    |                    |  |                  |                     |                     |                     |                     |                     |  | Libertad | Libertad       | 0 (6)          |                |  |
|  | | |                        |                        |                        |   |                    |                                  |                                  |                                  |                                  |                                  |  |                  |                    |                    |                    |                    |                    |  |                  |                     |                     |                     |                     |                     |  | Libertad | Libertad       | 0 (6)          |                |  |
|  | | | Imbabura               | Imbabura               | 0 (5)                  |   |                    |                                  |                                  |                                  |                                  |                                  |  |                  |                    |                    |                    |                    |                    |  |                  |                     |                     |                     |                     |                     |  |          |                |                |                |  |
|  | Dep. Santa Elena                                                                                          | Dep. Santa Elena                                                                                          | Imbabura               | Imbabura               | 0 (5)                  | 1 | 2                  | 3                                |                                  |                                  |                                  |                                  |  |                  |                    |                    |                    |                    |                    |  |                  |                     |                     |                     |                     |                     |  |          |                |                |                |  |
|  | Dep. Santa Elena                                                                                          | Dep. Santa Elena                                                                                          |                        |                        |                        |   |                    |                                  |                                  |                                  |                                  |                                  |  |                  |                    |                    |                    |                    |                    |  |                  |                     |                     |                     |                     |                     |  |          |                |                |                |  |
|  | Leones del Norte                                                                                          | Leones del Norte                                                                                          | 3                      | 1                      | 4                      |   |                    |                                  |                                  |                                  |                                  |                                  |  |                  |                    |                    |                    |                    |                    |  |                  |                     |                     |                     |                     |                     |  |          |                |                |                |  |
|  | Leones del Norte                                                                                          | Leones del Norte                                                                                          | 3                      | 1                      | 4                      |   | Leones del Norte   | Leones del Norte                 | 2                                | 0                                | 2                                |                                  |  |                  |                    |                    |                    |                    |                    |  |                  |                     |                     |                     |                     |                     |  |          |                |                |                |  |
|  | | |                        |                        |                        |   | Leones del Norte   | Leones del Norte                 | 2                                | 0                                | 2                                |                                  |  |                  |                    |                    |                    |                    |                    |  |                  |                     |                     |                     |                     |                     |  |          |                |                |                |  |
|  | | | Aampetra               | Aampetra               | 0                      | 1 | 1                  |                                  |                                  |                                  |                                  |                                  |  |                  |                    |                    |                    |                    |                    |  |                  |                     |                     |                     |                     |                     |  |          |                |                |                |  |
|  | Huancavilca                                                                                               | Huancavilca                                                                                               | Aampetra               | Aampetra               | 0                      | 1 | 1                  | 0                                | 1                                | 1                                |                                  |                                  |  |                  |                    |                    |                    |                    |                    |  |                  |                     |                     |                     |                     |                     |  |          |                |                |                |  |
|  | Huancavilca                                                                                               | Huancavilca                                                                                               |                        |                        |                        |   |                    |                                  |                                  | 1                                |                                  |                                  |  |                  |                    |                    |                    |                    |                    |  |                  |                     |                     |                     |                     |                     |  |          |                |                |                |  |
|  | Aampetra                                                                                                  | Aampetra                                                                                                  | 3                      | 0                      | 3                      |   |                    |                                  |                                  |                                  |                                  |                                  |  |                  |                    |                    |                    |                    |                    |  |                  |                     |                     |                     |                     |                     |  |          |                |                |                |  |
|  | Aampetra                                                                                                  | Aampetra                                                                                                  | 3                      | 0                      | 3                      |   |                    |                                  |                                  |                                  |                                  |                                  |  | Leones del Norte | Leones del Norte   | 1                  | 2                  | 3 (4)              |                    |  |                  |                     |                     |                     |                     |                     |  |          |                |                |                |  |
|  | | |                        |                        |                        |   |                    |                                  |                                  |                                  |                                  |                                  |  | Leones del Norte | Leones del Norte   | 1                  | 2                  | 3 (4)              |                    |  |                  |                     |                     |                     |                     |                     |  |          |                |                |                |  |
|  | | | Dep. Santo Domingo     | Dep. Santo Domingo     | 2                      | 1 | 3 (3)              |                                  |                                  |                                  |                                  |                                  |  |                  |                    |                    |                    |                    |                    |  |                  |                     |                     |                     |                     |                     |  |          |                |                |                |  |
|  | [[Archivo:\|class=notpageimage noviewer\|20x20px\|border\|Bandera de Esmeraldas (Ecuador)]] Vargas Torres | [[Archivo:\|class=notpageimage noviewer\|20x20px\|border\|Bandera de Esmeraldas (Ecuador)]] Vargas Torres | Dep. Santo Domingo     | Dep. Santo Domingo     | 2                      | 1 | 3 (3)              | 0                                | 0                                | 0 (3)                            |                                  |                                  |  |                  |                    |                    |                    |                    |                    |  |                  |                     |                     |                     |                     |                     |  |          |                |                |                |  |
|  | [[Archivo:\|class=notpageimage noviewer\|20x20px\|border\|Bandera de Esmeraldas (Ecuador)]] Vargas Torres | [[Archivo:\|class=notpageimage noviewer\|20x20px\|border\|Bandera de Esmeraldas (Ecuador)]] Vargas Torres |                        |                        |                        |   |                    |                                  |                                  | 0 (3)                            |                                  |                                  |  |                  |                    |                    |                    |                    |                    |  |                  |                     |                     |                     |                     |                     |  |          |                |                |                |  |
|  | Dep. Santo Domingo                                                                                        | Dep. Santo Domingo                                                                                        | 0                      | 0                      | 0 (4)                  |   |                    |                                  |                                  |                                  |                                  |                                  |  |                  |                    |                    |                    |                    |                    |  |                  |                     |                     |                     |                     |                     |  |          |                |                |                |  |
|  | Dep. Santo Domingo                                                                                        | Dep. Santo Domingo                                                                                        | 0                      | 0                      | 0 (4)                  |   | Dep. Santo Domingo | Dep. Santo Domingo               | 0                                | 4                                | 4                                |                                  |  |                  |                    |                    |                    |                    |                    |  |                  |                     |                     |                     |                     |                     |  |          |                |                |                |  |
|  | | |                        |                        |                        |   | Dep. Santo Domingo | Dep. Santo Domingo               | 0                                | 4                                | 4                                |                                  |  |                  |                    |                    |                    |                    |                    |  |                  |                     |                     |                     |                     |                     |  |          |                |                |                |  |
|  | | | Deportivo Colón        | Deportivo Colón        | 1                      | 1 | 2                  |                                  |                                  |                                  |                                  |                                  |  |                  |                    |                    |                    |                    |                    |  |                  |                     |                     |                     |                     |                     |  |          |                |                |                |  |
|  | UTC | UTC | Deportivo Colón        | Deportivo Colón        | 1                      | 1 | 2                  | 0                                | 0                                | 0                                |                                  |                                  |  |                  |                    |                    |                    |                    |                    |  |                  |                     |                     |                     |                     |                     |  |          |                |                |                |  |
|  | UTC | UTC |                        |                        |                        |   |                    |                                  |                                  | 0                                |                                  |                                  |  |                  |                    |                    |                    |                    |                    |  |                  |                     |                     |                     |                     |                     |  |          |                |                |                |  |
|  | Deportivo Colón                                                                                           | Deportivo Colón                                                                                           | 1                      | 0                      | 1                      |   |                    |                                  |                                  |                                  |                                  |                                  |  |                  |                    |                    |                    |                    |                    |  |                  |                     |                     |                     |                     |                     |  |          |                |                |                |  |
|  | Deportivo Colón                                                                                           | Deportivo Colón                                                                                           | 1                      | 0                      | 1                      |   |                    |                                  |                                  |                                  |                                  |                                  |  |                  |                    |                    |                    |                    |                    |  | Leones del Norte | Leones del Norte    | 1                   | 0                   | 1                   |                     |  |          |                |                |                |  |
|  | | |                        |                        |                        |   |                    |                                  |                                  |                                  |                                  |                                  |  |                  |                    |                    |                    |                    |                    |  | Leones del Norte | Leones del Norte    | 1                   | 0                   | 1                   |                     |  |          |                |                |                |  |
|  | | | Imbabura               | Imbabura               | 1                      | 2 | 3                  |                                  |                                  |                                  |                                  |                                  |  |                  |                    |                    |                    |                    |                    |  |                  |                     |                     |                     |                     |                     |  |          |                |                |                |  |
|  | Atacames                                                                                                  | Atacames                                                                                                  | Imbabura               | Imbabura               | 1                      | 2 | 3                  | 0                                | 1                                | 1                                |                                  |                                  |  |                  |                    |                    |                    |                    |                    |  |                  |                     |                     |                     |                     |                     |  |          |                |                |                |  |
|  | Atacames                                                                                                  | Atacames                                                                                                  |                        |                        |                        |   |                    |                                  |                                  | 1                                |                                  |                                  |  |                  |                    |                    |                    |                    |                    |  |                  |                     |                     |                     |                     |                     |  |          |                |                |                |  |
|  | Pelileo (v.)                                                                                              | Pelileo (v.)                                                                                              | 0                      | 1                      | 1                      |   |                    |                                  |                                  |                                  |                                  |                                  |  |                  |                    |                    |                    |                    |                    |  |                  |                     |                     |                     |                     |                     |  |          |                |                |                |  |
|  | Pelileo (v.)                                                                                              | Pelileo (v.)                                                                                              | 0                      | 1                      | 1                      |   | Pelileo            | Pelileo                          | 0                                | 2                                | 2                                |                                  |  |                  |                    |                    |                    |                    |                    |  |                  |                     |                     |                     |                     |                     |  |          |                |                |                |  |
|  | | |                        |                        |                        |   | Pelileo            | Pelileo                          | 0                                | 2                                | 2                                |                                  |  |                  |                    |                    |                    |                    |                    |  |                  |                     |                     |                     |                     |                     |  |          |                |                |                |  |
|  | | | Emanuel                | Emanuel                | 1                      | 0 | 1                  |                                  |                                  |                                  |                                  |                                  |  |                  |                    |                    |                    |                    |                    |  |                  |                     |                     |                     |                     |                     |  |          |                |                |                |  |
|  | Santa Fe                                                                                                  | Santa Fe                                                                                                  | Emanuel                | Emanuel                | 1                      | 0 | 1                  | 0                                | 1                                | 1                                |                                  |                                  |  |                  |                    |                    |                    |                    |                    |  |                  |                     |                     |                     |                     |                     |  |          |                |                |                |  |
|  | Santa Fe                                                                                                  | Santa Fe                                                                                                  |                        |                        |                        |   |                    |                                  |                                  | 1                                |                                  |                                  |  |                  |                    |                    |                    |                    |                    |  |                  |                     |                     |                     |                     |                     |  |          |                |                |                |  |
|  | Emanuel                                                                                                   | Emanuel                                                                                                   | 1                      | 1                      | 2                      |   |                    |                                  |                                  |                                  |                                  |                                  |  |                  |                    |                    |                    |                    |                    |  |                  |                     |                     |                     |                     |                     |  |          |                |                |                |  |
|  | Emanuel                                                                                                   | Emanuel                                                                                                   | 1                      | 1                      | 2                      |   |                    |                                  |                                  |                                  |                                  |                                  |  | Pelileo          | Pelileo            | 1                  | 2                  | 3                  |                    |  |                  |                     |                     |                     |                     |                     |  |          |                |                |                |  |
|  | | |                        |                        |                        |   |                    |                                  |                                  |                                  |                                  |                                  |  | Pelileo          | Pelileo            | 1                  | 2                  | 3                  |                    |  |                  |                     |                     |                     |                     |                     |  |          |                |                |                |  |
|  | | | Imbabura               | Imbabura               | 1                      | 4 | 5                  |                                  |                                  |                                  |                                  |                                  |  |                  |                    |                    |                    |                    |                    |  |                  |                     |                     |                     |                     |                     |  |          |                |                |                |  |
|  | Imbabura                                                                                                  | Imbabura                                                                                                  | Imbabura               | Imbabura               | 1                      | 4 | 5                  | 2                                | 3                                | 5                                |                                  |                                  |  |                  |                    |                    |                    |                    |                    |  |                  |                     |                     |                     |                     |                     |  |          |                |                |                |  |
|  | Imbabura                                                                                                  | Imbabura                                                                                                  |                        |                        |                        |   |                    |                                  |                                  | 5                                |                                  |                                  |  |                  |                    |                    |                    |                    |                    |  |                  |                     |                     |                     |                     |                     |  |          |                |                |                |  |
|  | Deportivo Guano                                                                                           | Deportivo Guano                                                                                           | 1                      | 0                      | 1                      |   |                    |                                  |                                  |                                  |                                  |                                  |  |                  |                    |                    |                    |                    |                    |  |                  |                     |                     |                     |                     |                     |  |          |                |                |                |  |
|  | Deportivo Guano                                                                                           | Deportivo Guano                                                                                           | 1                      | 0                      | 1                      |   | Imbabura           | Imbabura                         | 2                                | 3                                | 5                                |                                  |  |                  |                    |                    |                    |                    |                    |  |                  |                     |                     |                     |                     |                     |  |          |                |                |                |  |
|  | | |                        |                        |                        |   | Imbabura           | Imbabura                         | 2                                | 3                                | 5                                |                                  |  |                  |                    |                    |                    |                    |                    |  |                  |                     |                     |                     |                     |                     |  |          |                |                |                |  |
|  | | | Filanbanco             | Filanbanco             | 2                      | 1 | 3                  |                                  |                                  |                                  |                                  |                                  |  |                  |                    |                    |                    |                    |                    |  |                  |                     |                     |                     |                     |                     |  |          |                |                |                |  |
|  | 3 de Julio                                                                                                | 3 de Julio                                                                                                | Filanbanco             | Filanbanco             | 2                      | 1 | 3                  | 0                                | 0                                | 0 (4)                            |                                  |                                  |  |                  |                    |                    |                    |                    |                    |  |                  |                     |                     |                     |                     |                     |  |          |                |                |                |  |
|  | 3 de Julio                                                                                                | 3 de Julio                                                                                                |                        |                        |                        |   |                    |                                  |                                  | 0 (4)                            |                                  |                                  |  |                  |                    |                    |                    |                    |                    |  |                  |                     |                     |                     |                     |                     |  |          |                |                |                |  |
|  | Filanbanco                                                                                                | Filanbanco                                                                                                | 0                      | 0                      | 0 (5)                  |   |                    |                                  |                                  |                                  |                                  |                                  |  |                  |                    |                    |                    |                    |                    |  |                  |                     |                     |                     |                     |                     |  |          |                |                |                |  |
|  | Filanbanco                                                                                                | Filanbanco                                                                                                | 0                      | 0                      | 0 (5)                  |   |                    |                                  |                                  |                                  |                                  |                                  |  |                  |                    |                    |                    |                    |                    |  |                  |                     |                     |                     |                     |                     |  |          |                |                |                |  |
|  | | |                        |                        |                        |   |                    |                                  |                                  |                                  |                                  |                                  |  |                  |                    |                    |                    |                    |                    |  |                  |                     |                     |                     |                     |                     |  |          |                |                |                |  |

- Nota: El equipo ubicado en la primera línea de cada llave es el que ejerció la localía en el partido de vuelta, la final se juega a partido único en cancha neutral.

### Dieciseisavos de final
Esta fase la disputaron los 32 equipos clasificados de los treintaidosavos de final. Se enfrentaron entre el 10 y 19 de septiembre de 2021, los emparejamientos se configuraron por sorteo, clasificaron 16 equipos a los octavos de final.
| Fechas                | Local en la ida         | Global         | Local en la vuelta    | Ida   | Vuelta | Llave |
| --------------------- | ----------------------- | -------------- | --------------------- | ----- | ------ | ----- |
| 11 y 18 de septiembre | Pastaza                 | 0 - 2          | Portoviejo            | 0 - 0 | 0 - 2  | D1    |
| 11 y 18 de septiembre | Miguel Iturralde        | 3 - 2          | Loja Federal          | 2 - 2 | 1 - 0  | D2    |
| 11 y 18 de septiembre | Juventud                | 2 - 1          | Espoli                | 1 - 1 | 1 - 0  | D3    |
| 11 y 18 de septiembre | Deportivo Bolívar       | 0 - 5          | La Unión              | 0 - 2 | 0 - 3  | D4    |
| 12 y 18 de septiembre | Insutec                 | 2 - 0          | Santa Rita            | 2 - 0 | 0 - 0  | D5    |
| 11 y 19 de septiembre | Mineros                 | 1 - 0          | Universitario         | 1 - 0 | 0 - 0  | D6    |
| 10 y 19 de septiembre | Fijalán                 | 2 - 4          | Libertad              | 0 - 1 | 2 - 3  | D7    |
| 11 y 18 de septiembre | Carlos Borbor Reyes     | 0 - 4          | Unibolívar            | 0 - 2 | 0 - 2  | D8    |
| 11 y 17 de septiembre | Emanuel                 | 2 - 1          | Santa Fe              | 1 - 0 | 1 - 1  | D9    |
| 11 y 17 de septiembre | (v.) Pelileo            | 1 - 1          | Atacames              | 0 - 0 | 1 - 1  | D10   |
| 11 y 18 de septiembre | Filanbanco              | 0 - 0 (5:4 p.) | 3 de Julio            | 0 - 0 | 0 - 0  | D11   |
| 12 y 18 de septiembre | Deportivo Guano         | 1 - 5          | Imbabura              | 1 - 2 | 0 - 3  | D12   |
| 11 y 18 de septiembre | Deportivo Santo Domingo | 0 - 0 (4:3 p.) | Vargas Torres         | 0 - 0 | 0 - 0  | D13   |
| 11 y 18 de septiembre | Deportivo Colón         | 1 - 0          | UTC                   | 1 - 0 | 0 - 0  | D14   |
| 11 y 18 de septiembre | Aampetra                | 3 - 1          | Huancavilca           | 3 - 0 | 0 - 1  | D15   |
| 11 y 18 de septiembre | Leones del Norte        | 4 - 3          | Deportivo Santa Elena | 3 - 1 | 1 - 2  | D16   |

### Octavos de final
Esta fase la disputaron los 16 equipos clasificados de los dieciseisavos de final. Se enfrentaron entre el 24 de septiembre y 2 de octubre de 2021 y clasificaron 8 equipos a los cuartos de final.
| Fechas                          | Local en la ida  | Global | Local en la vuelta      | Ida   | Vuelta | Llave |
| ------------------------------- | ---------------- | ------ | ----------------------- | ----- | ------ | ----- |
| 25 de septiembre y 1 de octubre | Miguel Iturralde | 3 - 2  | Portoviejo              | 2 - 1 | 1 - 1  | O1    |
| 25 de septiembre y 2 de octubre | Juventud         | 1 - 3  | La Unión                | 0 - 0 | 1 - 3  | O2    |
| 25 de septiembre y 2 de octubre | Insutec          | 4 - 3  | Mineros                 | 1 - 0 | 3 - 3  | O3    |
| 24 de septiembre y 2 de octubre | Unibolívar       | 1 - 2  | Libertad                | 0 - 2 | 1 - 0  | O4    |
| 25 de septiembre y 1 de octubre | Emanuel          | 1 - 2  | Pelileo                 | 1 - 0 | 0 - 2  | O5    |
| 25 de septiembre y 1 de octubre | Filanbanco       | 3 - 5  | Imbabura                | 2 - 2 | 1 - 3  | O6    |
| 25 de septiembre y 2 de octubre | Deportivo Colón  | 2 - 4  | Deportivo Santo Domingo | 1 - 0 | 1 - 4  | O7    |
| 25 de septiembre y 2 de octubre | Aampetra         | 1 - 2  | Leones del Norte        | 0 - 2 | 1 - 0  | O8    |

### Cuartos de final
Esta fase la disputaron los 8 equipos clasificados de los octavos de final. Se enfrentaron entre el 9 y 16 de octubre de 2021 y clasificaron 4 equipos a las semifinales.
| Fechas            | Local en la ida         | Global         | Local en la vuelta | Ida   | Vuelta | Llave |
| ----------------- | ----------------------- | -------------- | ------------------ | ----- | ------ | ----- |
| 9 y 16 de octubre | Miguel Iturralde        | 0 - 5          | La Unión           | 0 - 4 | 0 - 1  | C1    |
| 9 y 16 de octubre | Insutec                 | 4 - 6          | Libertad           | 2 - 4 | 2 - 2  | C2    |
| 9 y 15 de octubre | Imbabura                | 5 - 3          | Pelileo            | 1 - 1 | 4 - 2  | C3    |
| 9 y 16 de octubre | Deportivo Santo Domingo | 3 - 3 (3:4 p.) | Leones del Norte   | 2 - 1 | 1 - 2  | C4    |

### Semifinales
Esta fase la disputaron los 4 equipos clasificados de los cuartos de final. Se enfrentaron entre el 23 y 30 de octubre de 2021 y clasificaron 2 equipos a la final.
| Fechas             | Local en la ida | Global | Local en la vuelta | Ida   | Vuelta | Llave |
| ------------------ | --------------- | ------ | ------------------ | ----- | ------ | ----- |
| 23 y 29 de octubre | La Unión        | 0 - 1  | Libertad           | 0 - 0 | 0 - 1  | S1    |
| 23 y 30 de octubre | Imbabura        | 3 - 1  | Leones del Norte   | 1 - 1 | 2 - 0  | S2    |

### Final
La final la disputaron los 2 equipos clasificados de las semifinales. Se enfrentaron el 6 de noviembre de 2021 a partido único en el estadio Reina del Cisne de la ciudad de Loja. El ganador se consagró campeón y ascendió a la Serie B de Ecuador 2022 al igual que el subcampeón.
| Fecha          | Estadio         | Equipo 1 | Resultado      | Equipo 2 |
| -------------- | --------------- | -------- | -------------- | -------- |
| 6 de noviembre | Reina del Cisne | Libertad | 0 - 0 (6:5 p.) | Imbabura |

#### Campeón
|                                                          |
| Libertad Fútbol Club 1.er título Ascendió a la Serie B   |
| También ascendió Imbabura Sporting Club como subcampeón. |

## Goleadores
| Jugador                | Equipo                  | Goles | Penalti |
| ---------------------- | ----------------------- | ----- | ------- |
| 1. Leandro Pantoja     | Imbabura                | 9     | 4       |
| 2. Jefferson Navarrete | Deportivo Santo Domingo | 7     | 0       |
| 3. Héctor Penayo       | La Unión                | 6     | 2       |
| 4. Armando Angulo      | Libertad                | 5     | 0       |
| 5. Darwin Rodríguez    | Leones del Norte        | 4     | 0       |
| 6. Alejandro Tobar     | Imbabura                | 4     | 0       |
| 7. Angelo Coveña       | Portoviejo              | 4     | 1       |
| 8. Carlos Macías       | Deportivo Colón         | 4     | 1       |
| 9. Agustín Jara        | Insutec                 | 4     | 2       |
| 10. Álex George        | Deportivo Santo Domingo | 4     | 0       |